# Pine Hill (Alabama)
Pine Hill é uma cidade  localizada no estado americano de Alabama, no Condado de Wilcox.

## Demografia
Segundo o censo americano de 2000, a sua população era de 966 habitantes.
Em 2006, foi estimada uma população de 920, um decréscimo de 46 (-4.8%).

## Geografia
De acordo com o United States Census Bureau, a localidade tem uma área de 10,0 km², sem área coberta por água. Pine Hill localiza-se a aproximadamente 29 m acima do nível do mar.

## Localidades na vizinhança
O diagrama seguinte representa as localidades num raio de 32 km ao redor de Pine Hill.